# Soro (Jafun)
Pour les articles homonymes, voir Soro.
Le soro est, chez les Jafun, un rite de passage de l'adolescence à la vie adulte.
La vie des Jafun, ces Peuls nomades dispersés dans la grande savane de l'Afrique de l'Ouest, du Tchad, de la République centrafricaine et du Soudan, est jalonnée d'étapes qui correspondent aux passages d'une classe d'âge à l'autre. À l'adolescence, ils doivent participer à une sanglante bastonnade collective initiatique : le soro. Officiellement interdite depuis des années en raison de sa violence, elle est toujours pratiquée.